# Rodauner Theater Sommer
Der Rodauner Theater Sommer ist ein seit 2019 alljährlich im September stattfindendes Theaterfestival. Spielstätte der Open-Air-Veranstaltung ist der Rodauner Kirchenplatz im Bezirksteil Rodaun des 23. Wiener Gemeindebezirks Liesing. Bei Schlechtwetter finden die Aufführungen im Kulturzentrum Perchtoldsdorf statt.

## Beschreibung

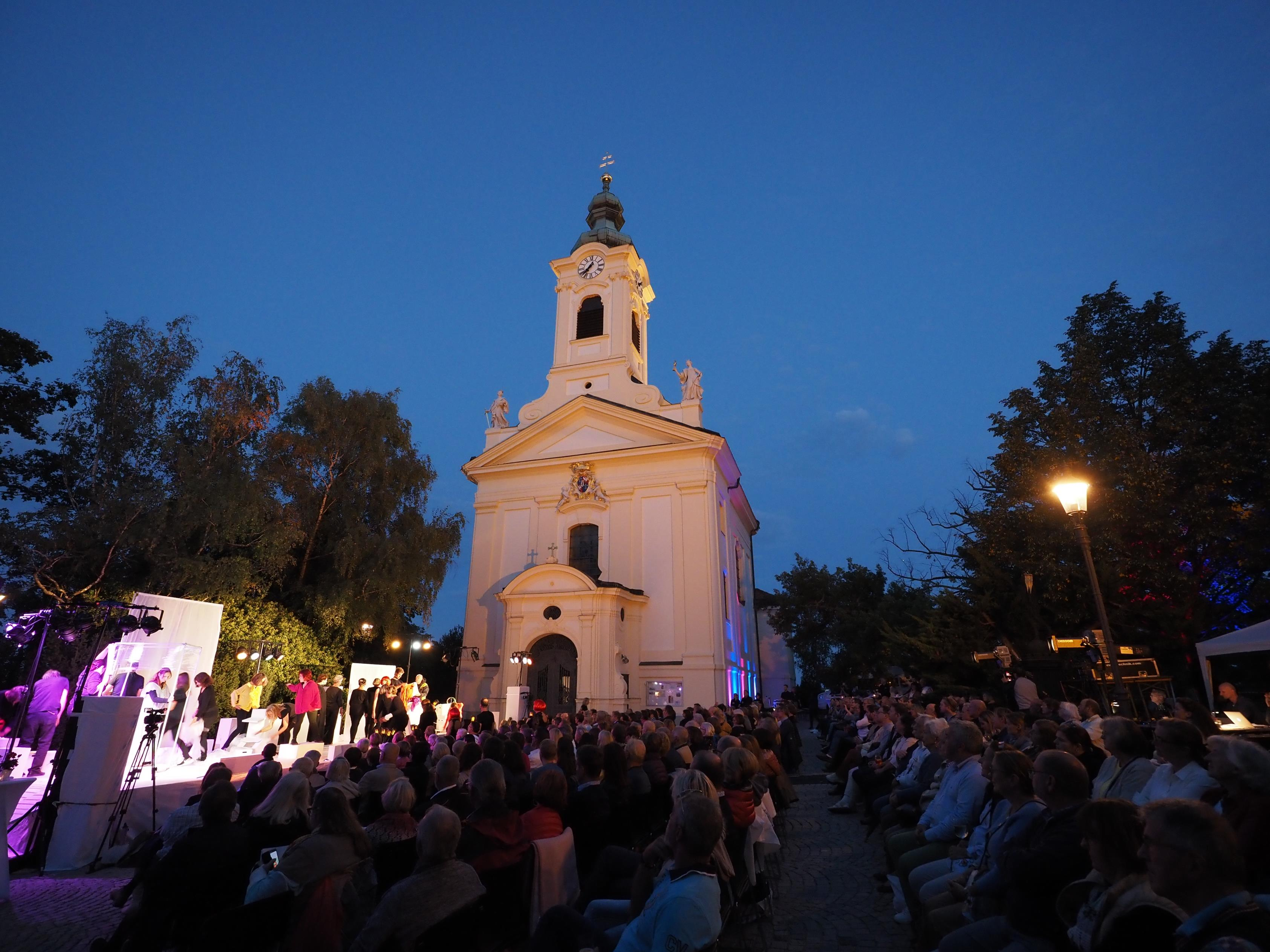
Die Bühne des „Rodauner Theater Sommers“ vor der Kulisse der Rodauner Bergkirche.

Besonderes Merkmal ist die programmatische Bezugnahme auf Hugo von Hofmannsthal, der in direkter Nachbarschaft zur Spielstätte seinen Wohnsitz im sogenannten „Hofmannsthal-Schlössl“ hatte. Darüber hinaus kommen klassische sowie zeitgenössische Stücke zur Aufführung. Matineen und Konzerte runden das Programm des „Rodauner Theater Sommers“ ab. Die Vorstellungen werden von einem lokalen Getränke- und Speiseangebot und Livemusik gerahmt.
Der Spielplan umfasste jährlich mindestens eine Neuinszenierung und eine Wiederaufnahme eines bereits in Rodaun entwickelten und inszenierten Stückes. Zumindest eines der beiden Stücke hat dabei einen direkten Bezug zu Hugo von Hofmannsthal. Die Intendanz des „Rodauner Theater Sommers“ hat mit der Gründung des Festivals Marcus Marschalek übernommen.
Von Anfang an arbeitet der „Rodauner Theater Sommer“ mit Theaterkomponist Ulrich Dallinger zusammen und entwickelt für die Produktionen ein jeweils eigenes angepasstes Musik- und Soundkonzept.
Mehr als 3000 Menschen haben in den ersten beiden Jahren den Rodauner Theater Sommer besucht.

## Geschichte
Der „Rodauner Theater Sommer“ wurde auf Initiative von Marcus Marschalek vom „Kulturverein Rodaun Aktiv“ 2019 ins Leben gerufen. Als erstes Programm war die Premiere von Hugo von Hofmannsthals „Jedermann“ in der Neuinszenierung „frauJEDERmann“ für den Sept. 2020 geplant. Wegen der COVID-Pandemie mussten die Aufführungen jedoch auf 2021 verschoben werden. Um ausfallsicher zu bleiben, wurde die Produktion komplett doppelt besetzt. Das Schauspielteam umfasste daher 50 Personen. An den spielfreien Tagen wurde die Bühne für die sogenannten „frauJEDERmann-Rock-Konzerte“ benützt. Aus dieser Initiative ist 2022 dann das Rock Rodaun Musikfestival als eigenständiges Musikfestival entstanden.
2022 stand die Wiederaufnahme der „frauJEDERmann“ Produktion und die Neuinszenierung von Shakespeares „Sommernachtstraum“ auf dem Programm.
Im Sept. 2023 ging die Neuinszenierung von Hugo von Hofmannsthals „Rosenkavalier“ und die Wiederaufnahme des „Sommernachtstraums“ über die Bühne.
Von 29. Aug. bis 7. Sept. 2024 wurde der 150. Geburtstag Hugo von Hofmannsthals mit einer Neuinszenierung seiner Komödie „Der Schwierige“ gewürdigt. Die Handlung wurde dabei in einen kleinen Wanderzirkus in der Gegenwart verlegt.

## Spielstätte

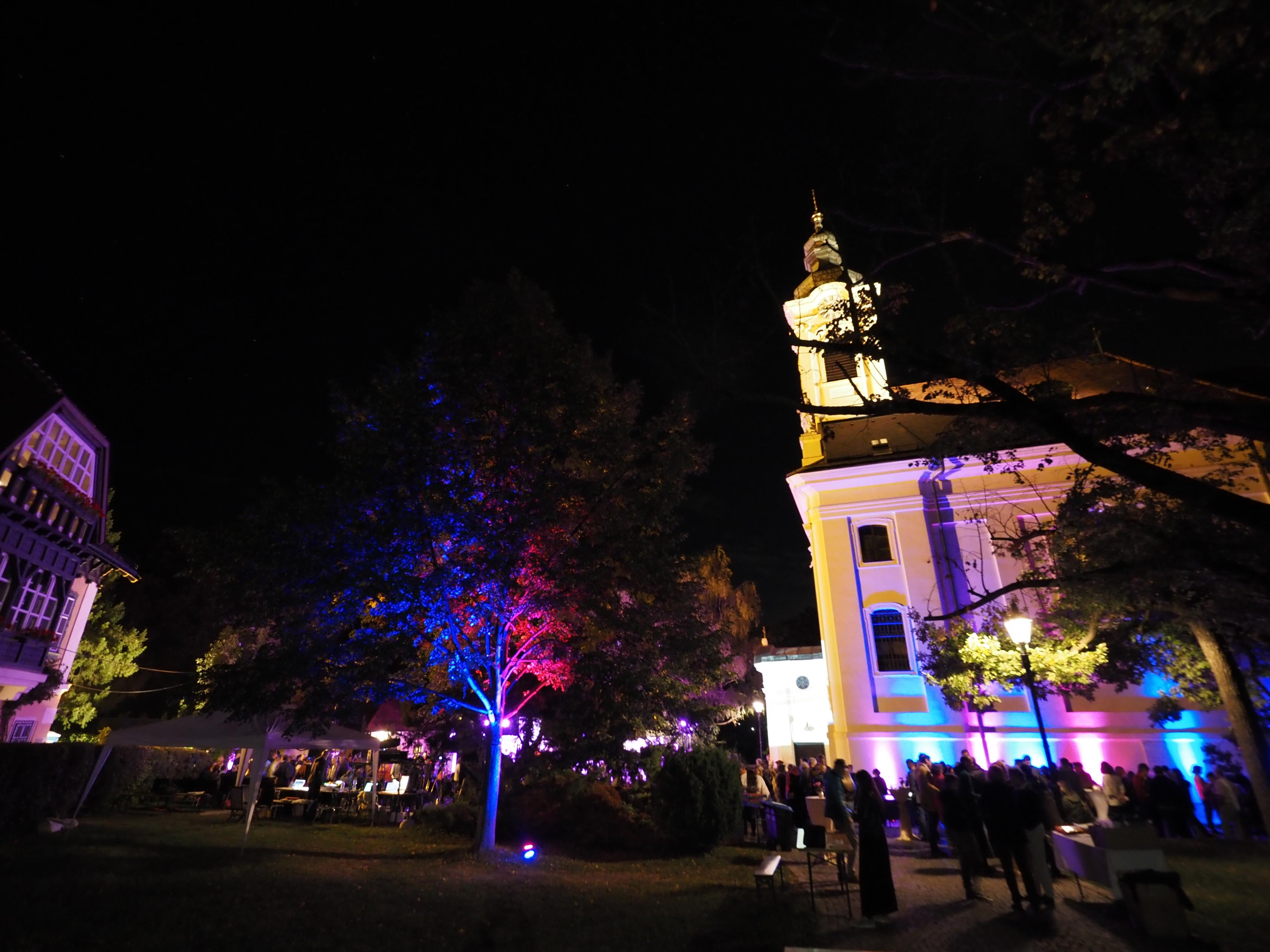
Der Rodauner Kirchenplatz mit der Bergkirche Rodaun

Der Rodauner Kirchenplatz und seine angrenzenden Gärten können als „Geburtsstätte“ vieler Hofmannsthaltexte angesehen werden. Im Schatten der Bergkirche Rodaun steht noch immer das Gartensalettl, in dem Hofmannsthal (1901 bis 1929) an seinen Texten gearbeitet hat. Mit dem Bau der Rodauner Bergkirche (1739 bis 1745), wurde der Rodauner Kirchenplatz künstlich zu einem Plateau aufgeschüttet. Für die Aufführungen werden temporär Bühne und Sitzreihen für rund 300 Zuschauerinnen und Zuschauern errichtet. Die den Platz dominierende Rodauner Bergkirche, die dem heiligen Johannes dem Täufer geweiht ist, wird dabei in vielen Inszenierungen als Kulisse eingebunden und dient als Taktgeberin mit ihrem viertelstündigen Glockenschlag. Zur Zeit Hofmannsthals, war Rodaun ein Wiener Vorort und beliebtes Ausflugsziel der Wiener Gesellschaft. In unmittelbarer Nachbarschaft zum „Hofmannsthal-Schlössl“ (heute Ketzergasse 471) und dem Kirchenplatz befand sich auch das Gasthaus Stelzer, ein Lokal mit Hotelbetrieb und zugehörigem Thermalbad. Im Volksmund wurde die Gaststätte auch „Wirtshaus von Österreich“ betitelt. Heute gehört Rodaun zum 23. Wiener Gemeindebezirk Liesing. Vom Rodauner Kirchenplatz sieht man über das Liesingtal zum gegenüberliegenden Hügel mit dem Kalksburger Friedhof. Dort befindet sich die Grabstätte der Familie Hofmannsthal.

## Inszenierungen

### frauJEDERmann 2019–2022

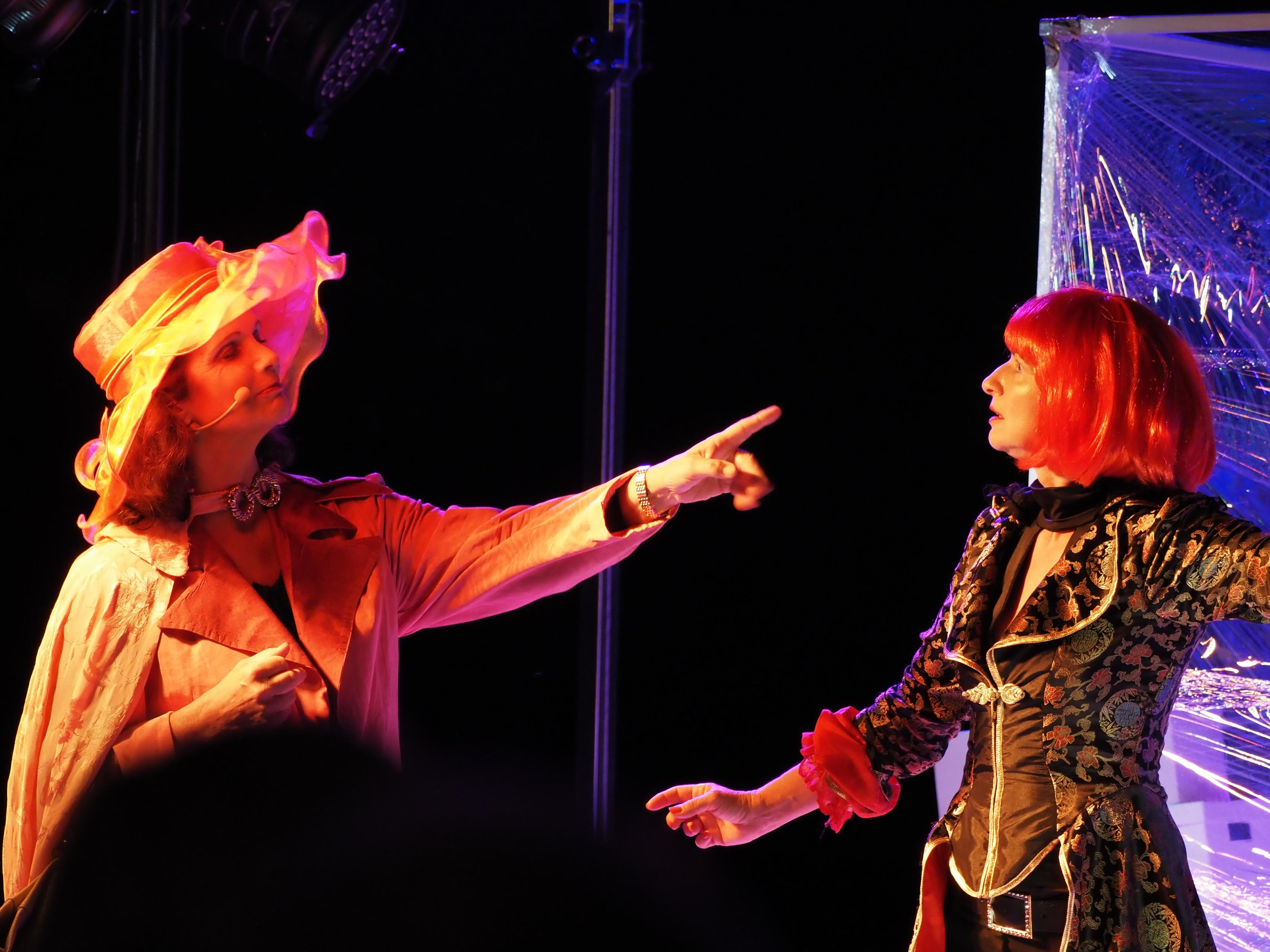
Stephanie Amsüss als Dünne Cousine und Johanna Hoblik als Frau Jedermann

Die Inszenierung verwendet den ungekürzten Jedermann-Originaltext von Hugo von Hofmannsthal. Der oft als reicher Prasser dargestellte Jedermann ist bei frauJEDERmann eine Frau: die erfolgreiche und geschäftige Frau Jedermann. Die Rolle wird von drei Schauspielerinnen gespielt. Die Rodauner Inszenierung hat dem Jedermann eine Ouvertüre vorangestellt. Gleich zu Beginn wird eine Frau mitten aus einer Partystimmung gerissen und bricht zusammen. Das zentrale Thema des Jedermann lautet: Mitten aus dem Leben geholt zu werden, ohne Vorwarnung. Auch Frau Jedermann bleibt keine Zeit mehr Dinge zu richten oder Beziehungen zu reparieren. Falsches kann nicht mehr richtig gemacht werden. Frau Jedermann hadert mit dem Tod, bittet um Zeit, um doch noch alles in Ordnung zu bringen. Doch sie bekommt keine Chance. Es bleibt am Ende alleine Zeit für eine Vergebungsbitte, die aber erhört wird. Bei frauJEDERmann wird der Spielansager zum Postboten, der sich später in der Rolle des mächtigen Todes wiederfindet und von Macht verführen lässt. Erst im Dialog mit Frau Jedermann erkennt der Tod seine Bestimmung. Die Guten Werke symbolisieren das Innere des Menschen. Ein Ort, zu dem Frau Jedermann wenig Zugang hat und dem sie sich erst im Angesicht des Todes nähert. Den Text von Gott übernehmen die Armen und Schwachen und in ihren Händen stirbt Frau Jedermann schließlich versöhnt. Ohne Gegenleistung wurde ihre Verzeihungsbitte angenommen. Der alttestamentliche Grundsatz „Auge um Auge“ scheint in dem christlichen Mysterienspiel überwunden.

### Sommernachtstraum 2022–2023

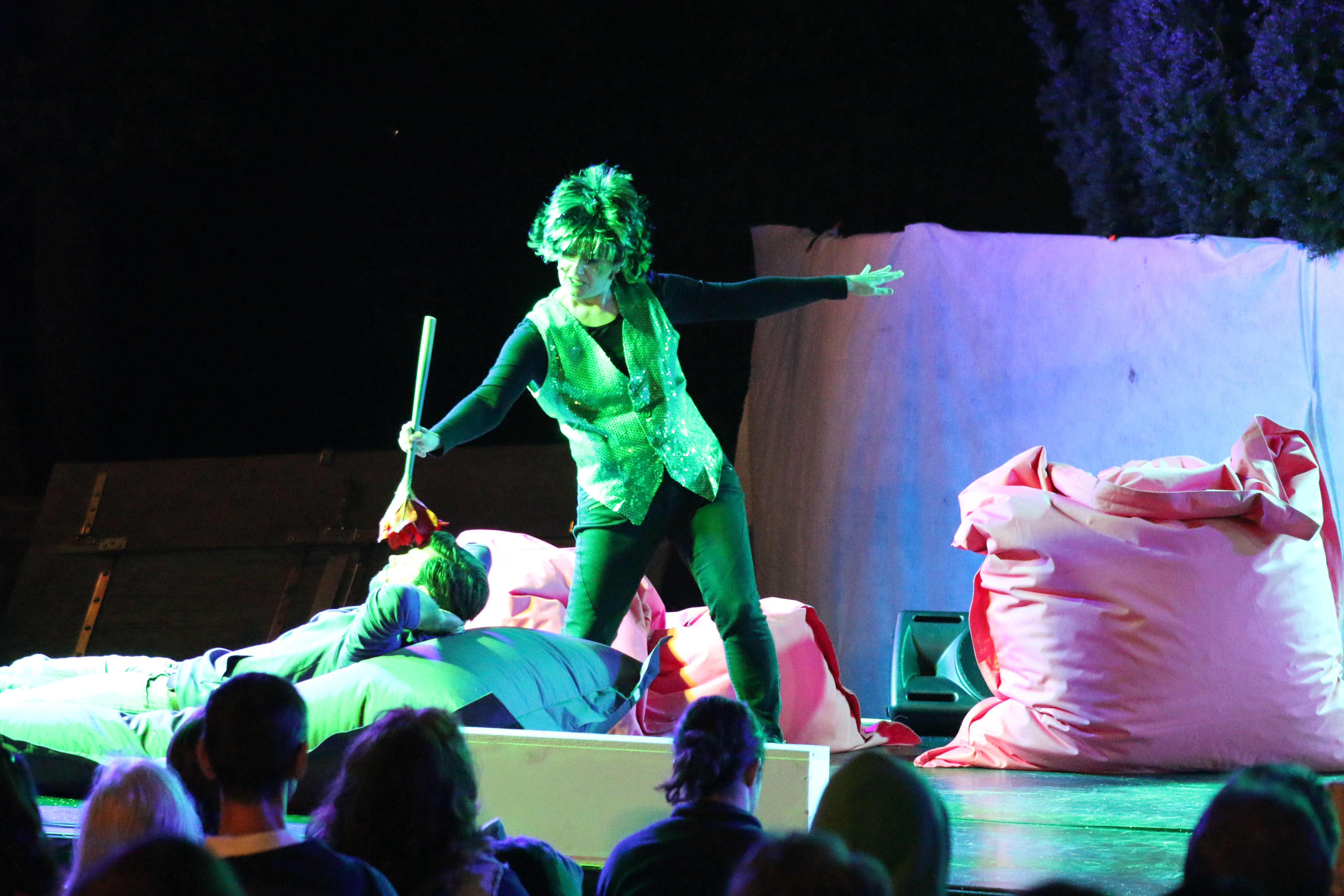
Christina Kohlross als Puck im Sommernachtstraum

Zwei Athener Liebespaare werden in der Mittsommernacht verzaubert, sodass plötzlich jeder einen anderen liebt. William Shakespeare verwebt dabei Traum und Wirklichkeit und spricht Bewusstsein und Unterbewusstsein an. Die Rodauner Inszenierung von 2022 stützt sich auf die Übersetzung von Frank Günther. Regie: Katharina Hauer. Die Inszenierung ist eine Koproduktion des Kulturvereins Rodaun Aktiv und des Artefaktum Kulturverein. Eine Wiederaufnahme der Produktion gab es im September 2023.

### Rosenkavalier 2023

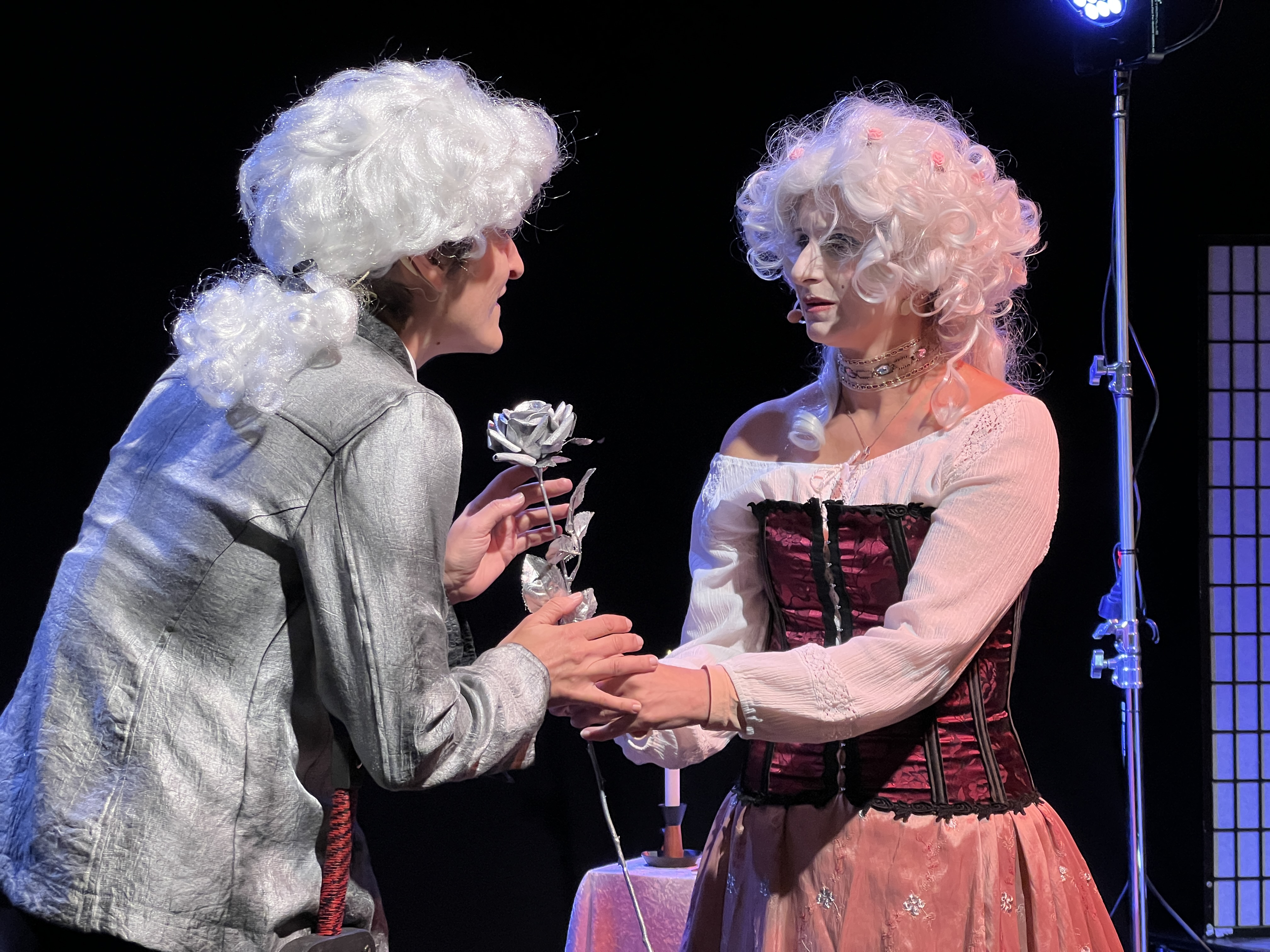
Der Rosenkavalier - Libretto - Rodauner Theater Sommer 2023 - Octavian (Katharina Hauer) übergibt die Rose an Sophie (Katja Lee)

Ausgehend vom Originaltext Hofmannsthals wurde die Bühne zu einem Filmstudio, in dem eine Filmproduktionsfirma einen Rosenkavalier-Film produziert. Dabei entpuppt sich, dass die Personen der Filmproduktionsfirma den Charakteren des Rosenkavaliers, etwa der Marschallin oder dem Baron, der Sophie oder dem Octavian, ähnlicher sind, als sie denken oder ihnen lieb zu sein scheint. In einem Kontinuum durch die Zeit, der Originaltext spielt vor 250 Jahren, geht es um Machtmissbrauch und Liebe, um sexuelle Übergriffigkeit und Selbstermächtigung. Zur Sprache kamen auch Hugo von Hofmannsthal und Richard Strauss, als Figuren auf der Bühne. Sie zitieren aus ihren Briefen in der Entstehungszeit des Werkes und kommentieren das Libretto und die Oper. Regie: Marcus Marschalek, Bettina Schimak.

### Der Schwierige 2024

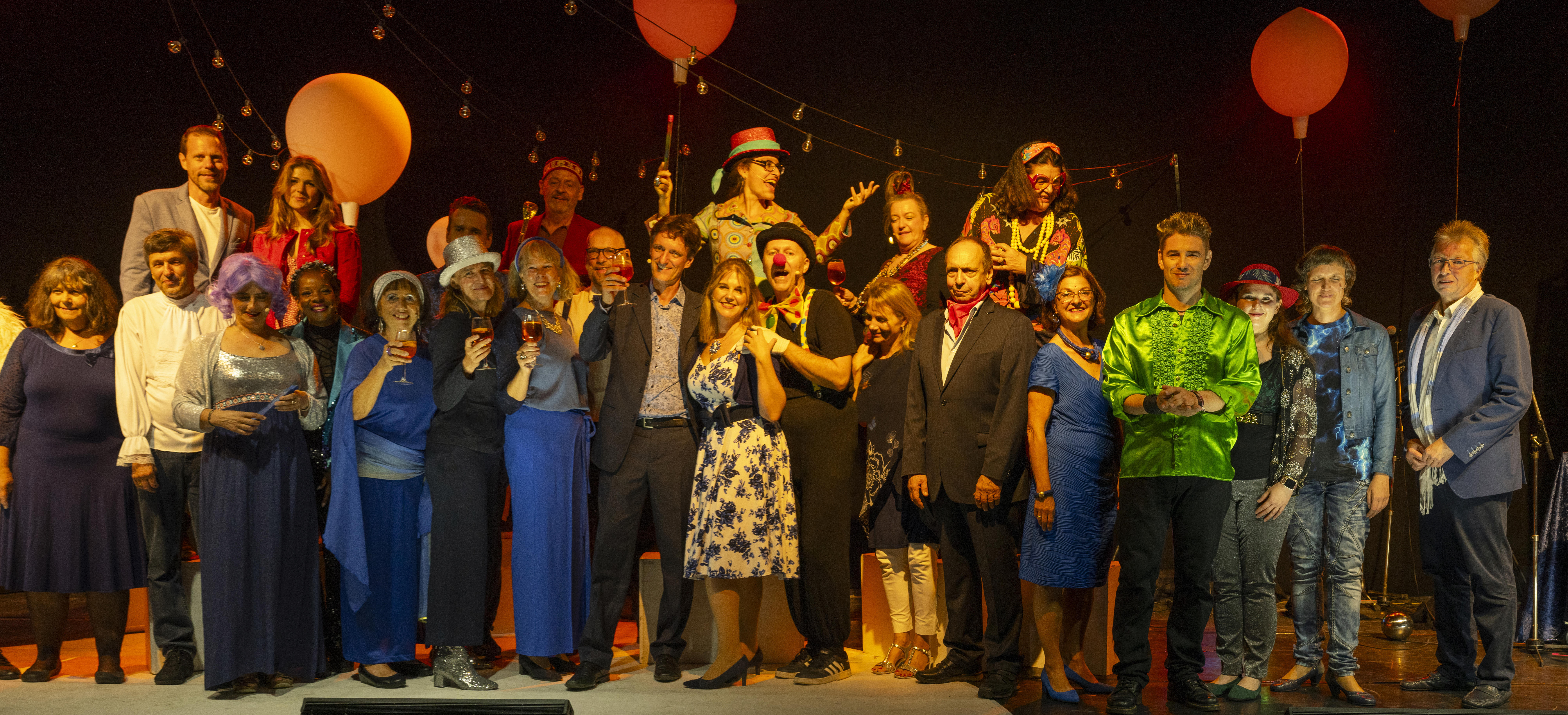
Rodauner Theater Sommer - Hugo von Hofmannsthal „Der Schwierige“ - Schlussapplaus für das Ensemble

In der Rodauner Inszenierung von „Der Schwierige“ (Regieteam: Marcus Marschalek und Katharina Hauer) wurde Hofmannsthals Text in einen modernen Zirkuskontext („Circus Bühl“) übertragen.
Figuren wie der Clown Furlani – im Original nur erwähnt – traten als Bühnenfiguren auf und symbolisierten das „ungelebte Leben“ der Hauptfigur Hans Karl Bühl. Die ursprünglich kleine Rolle des Dieners Vinzenz wurde erweitert: Er entwickelte sich zu einem populistischen Gegenspieler, der das Zirkusvolk und Publikum für sich zu gewinnen versucht.

## Rezeption (Auswahl)
Die überregionale österreichische Tageszeitung Die Presse meint zur Inszenierung des Rosenkavaliers auf Augenhöhe, dass die ein „Rosenkavalier auf Augenhöhe“ sei. Die dargestellten Themen wären „zeitlose Themen wie Mut und Selbstermächtigung“, die Gelassenheit des Alters und die Hitzigkeit der Jugend, aber auch Machtmissbrauch und sexuelle Übergriffigkeit. Die Handlung würde in der Gegenwart spielen und sei untermalt von Melodien, die nach Strauss klingen. Sie wären aber vom Film-, TV- und Web-Komponist Ulrich Dallinger umkomponiert worden. Auch der Kurier spricht von einer neuen Interpretation des Rosenkavaliers, da er nicht als Oper, sondern als Theaterstück aufgeführt würde. Zudem würde das Stück in einen aktuellen Kontext gesetzt. Die Bühne würde dabei zum Studio, in dem ein Rosenkavalier-Film produziert würde. Zur frauJEDERmann schrieb die Zeitung, dass der Jedermann als Frau nach Hause zurückkehren würde und spielt damit auf die Heimat Hugo von Hofmannsthals an. Die Inszenierung mit 80 Darstellern als Frau würde ungeahnte Einsichten eröffnen. Auch das ORF hebt hervor, dass der Unterschied zu bisherigen Inszenierungen des Werks ist, dass die Hauptrolle nicht wie üblicherweise ein Mann, sondern eine Frau sei. Dadurch, dass die Rolle von drei Schauspielerinnen verkörpert wird, die von Szene zu Szene wechseln, würden die unzähligen Facetten der komplexen Figur stärker zum Ausdruck gebracht.